# 新北投支線
新北投支線為台北捷運營運中的路線，屬於淡水信義線的一部分，採用高運量系統（但以中運量系統營運）。路線跟隨主線一樣為紅色，不過路線圖中為方便乘客分辨該線為一獨立支線營運，故以粉紅色表示。與台北捷運淡水線同為傳統鐵路改建而成的捷運路線，其前身為臺灣鐵路管理局已停止營運的同名鐵路支線——臺鐵新北投線，改建後新北投支線依舊為淡水線的支線。全線皆為高架路線，僅設北投及新北投兩站。路線自北投站向東北分歧後，大致沿大業路南側行進，到終點新北投站，全長1.2公里。
新北投支線是目前台北捷運唯二的支線，在新店還有一條屬於台北捷運的支線－小碧潭支線。

## 概要
新北投支線的前身為臺灣鐵路管理局新北投線，也是台灣鐵道最短的載客鐵路支線。在進行台北捷運的興建規劃時，曾計畫廢除這一小段支線，改以公車接駁，但受到沿線居民強烈反對，於是將這條路線一併改建為高運量捷運系統，並規劃為主線端點站。由於路線距離民宅較近，噪音過大，試車時期開始即有受到沿線居民強烈反彈，因此通車時限速25km/h，列車只往來北投與新北投間（試車期間，亦曾直達中山站的列車），通車一段時間後也將6節改為3節營運，變成雖然是高運量系統規格建設，但實際上只使用專用的三節高運量列車，在運量上與中運量系統相若。
新北投周邊四里長期爭取併入淡水線主線營運的可能性以利地方發展，從2000年代至今多有民意代表爭取直達過去的南勢角或今日的信義線。臺北市政府已試圖研擬方案，解決噪音問題，恢復正常6車組之營運速度及回歸主線。包含興建隔音牆、將軌面改建為浮動道床，以及導入日本於愛知博覽會中首度啟用的磁浮捷運列車。目前隔音牆已安裝完成，但並未完全達到預期的功效，仍然維持支線模式。其他相關計畫則從未決定實施。2019年6月20日，在地方民意強力要求和市長指示下，通車後首度將此支線納入主線營運，但噪音仍大；同年7月更新隔音牆、9月中宣布短期內將維持支線的營運模式。

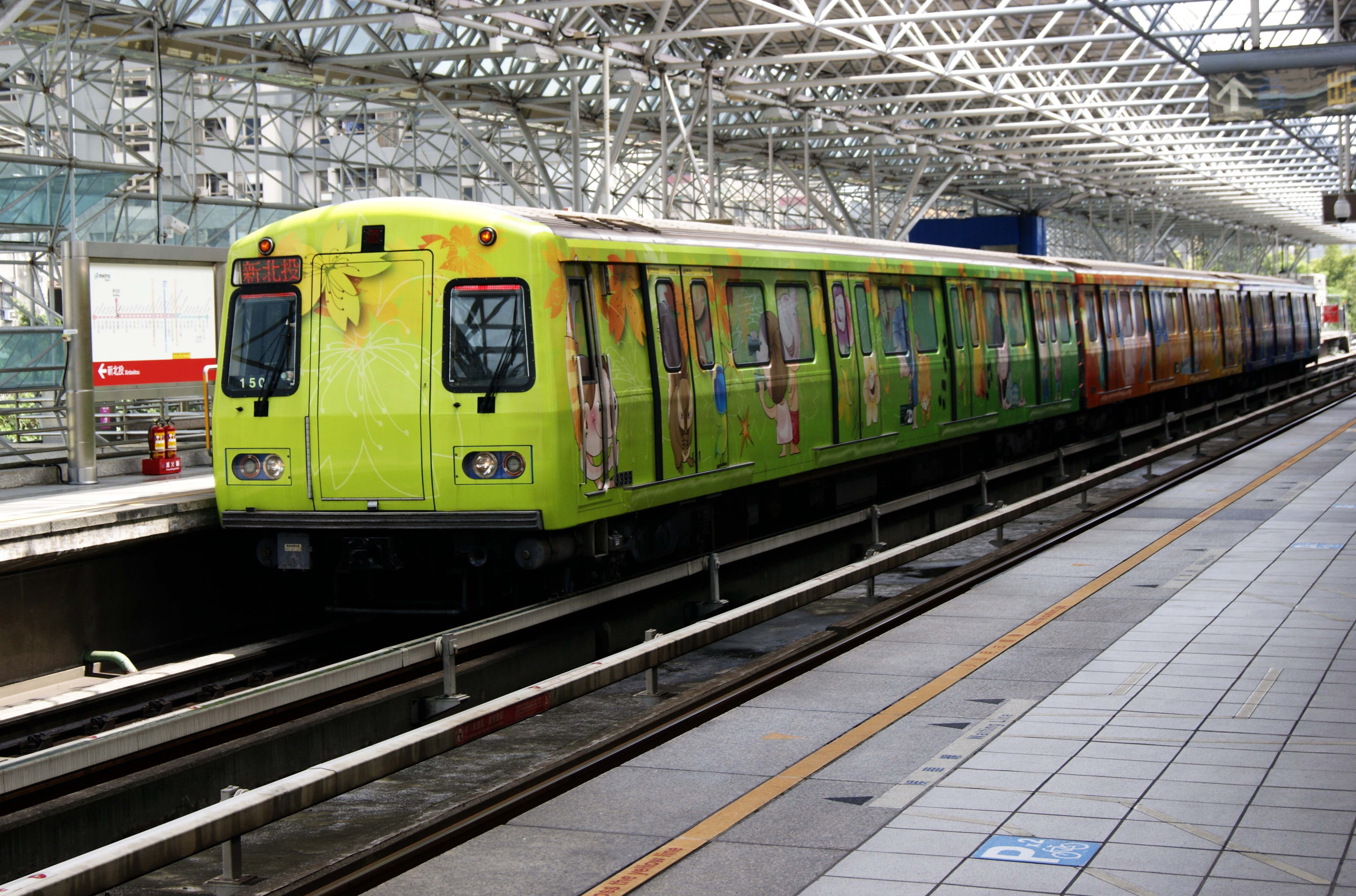
新北投支線彩繪列車

## 歷史
- 1988年12月30日：淡水線新北投車站及支線工程舉行開工典禮[2]。
- 1997年3月28日：新北投支線全線正式通車啟用。
- 1997年11月20日：因噪音問題，實施減班。
- 1998年11月1日：改以三節一車組（013或014）營運。
- 1999年12月13日：列車營運時段縮短至07:00～21:00，其餘捷運營運時段提供免費接駁公車。
- 2004年1月1日：停止提供免費接駁公車。
- 2004年3月10日：再度提供免費接駁公車。
- 2006年7月22日：專用於支線的三節編組列車（371型3系列 支線三節編組，編組號：397～399）正式啟用。
- 2007年9月14日：列車營運時間恢復為06:00～24:00。
- 2008年1月1日：原免費接駁公車停止服務。
- 2019年6月20日：試辦一日延長行駛至淡水信義線大安站（離峰）/象山站（尖峰）。

## 營運時間與班距
- 營運時間：06:00～24:00
- 車次：150
- 平均班距：
  - 平常日（週一至週五）
    - 尖峰時段（06:30～09:00，17:00～19:30）：7～8分鐘。
    - 離峰時段（09:00～17:00，19:30～23:00）：10～12分鐘。
    - 06:00～06:30及23:00以後：12～15分鐘。

  - 例假日（週六、週日及國定假日）
    - 06:00～23:00：10～12分鐘。
    - 23:00以後：12～15分鐘。[3]

## 使用列車
- C371型3系（支線專用3輛編組）-1列
  - 編組：399

## 車站
| 車站編號   | 車站名稱 | 車站名稱 | 交會路線   | 站體型式 | 所在地 | 所在地 |
| 車站編號   | 中文     | 英文     | 交會路線   | 站體型式 | 所在地 | 所在地 |
| ---------- | -------- | -------- | ---------- | -------- | ------ | ------ |
| 新北投支線 |          |          |            |          |        |        |
| R22A       | 新北投   |          |            | 高架     | 臺北市 | 北投區 |
| R22        | 北投     |          | 淡水信義線 | 高架     | 臺北市 | 北投區 |